# Paravilla albata
Paravilla albata är en tvåvingeart som beskrevs av Hall 1981. Paravilla albata ingår i släktet Paravilla och familjen svävflugor. Inga underarter finns listade i Catalogue of Life.